# Ascotis leucopterata
Ascotis leucopterata là một loài bướm đêm trong họ Geometridae.